# Hibbertia laurana
Hibbertia laurana är en tvåhjärtbladig växtart som beskrevs av Sally T. Reynolds. Hibbertia laurana ingår i släktet Hibbertia och familjen Dilleniaceae. Inga underarter finns listade i Catalogue of Life.